# Port lotniczy Nuku Hiva
Port lotniczy Nuku Hiva – port lotniczy położony na wyspie Nuku Hiva, należącej do archipelagu Markizów (Polinezja Francuska).

## Linie lotnicze i połączenia
| Linia Lotnicza | Kierunek                                  |
| -------------- | ----------------------------------------- |
| Air Moana      | 1. Papeete                                |
| Air Tahiti     | 1. Atuona 2. Papeete 3. Ua Huka 4. Ua Pou |